# Ctenus celebensis
Ctenus celebensis är en spindelart som beskrevs av Pocock 1897. Ctenus celebensis ingår i släktet Ctenus och familjen Ctenidae.
Artens utbredningsområde är Sulawesi. Inga underarter finns listade i Catalogue of Life.